# Мершбах (Бернкастел-Витлих)
Мершбах (њем. Merschbach) општина је у њемачкој савезној држави Рајна-Палатинат. Једно је од 107 општинских средишта округа Бернкастел-Витлих. Према процјени из 2010. у општини је живјело 46 становника. Посједује регионалну шифру (AGS) 7231083.

## Географски и демографски подаци
Мершбах се налази у савезној држави Рајна-Палатинат у округу Бернкастел-Витлих. Општина се налази на надморској висини од 280 метара. Површина општине износи 3,2 km². У самом мјесту је, према процјени из 2010. године, живјело 46 становника. Просјечна густина становништва износи 14 становника/km².